# Gare de Villeneuve-la-Comtesse
Pour les articles homonymes, voir Gare de Villeneuve.
La gare de Villeneuve-la-Comtesse est une gare ferroviaire française de la ligne de Chartres à Bordeaux-Saint-Jean, située sur le territoire de la commune de Villeneuve-la-Comtesse dans le département de la Charente-Maritime en région Nouvelle-Aquitaine.
C'est une halte voyageurs de la société nationale des chemins de fer français (SNCF), desservie par des trains du réseau de transport express régional TER Nouvelle-Aquitaine.

## Situation ferroviaire
Établie à 48 mètres d'altitude, la gare de Villeneuve-la-Comtesse est située au point kilométrique (PK) 444,104 de la ligne de Chartres à Bordeaux-Saint-Jean (voie unique), entre les gares ouvertes de Prissé-la-Charrière et de Loulay. En direction de Loulay, s'intercale l'ancienne halte de Vergné (fermée).

## Fréquentation
De 2015 à 2023, selon les estimations de la SNCF, la fréquentation annuelle de la gare s'élève aux nombres indiqués dans le tableau ci-dessous.
| Année     | 2015  | 2016  | 2017  | 2018  | 2019  | 2020  | 2021  | 2022 | 2023  |
| --------- | ----- | ----- | ----- | ----- | ----- | ----- | ----- | ---- | ----- |
| Voyageurs | 2 463 | 1 895 | 1 548 | 1 833 | 2 159 | 1 196 | 1 188 | 867  | 1 274 |

## Service des voyageurs

### Accueil
Halte SNCF, c'est un point d'arrêt non géré (PANG), à accès libre.

### Desserte
Villeneuve-la-Comtesse est desservie par les trains TER Nouvelle-Aquitaine qui circulent sur la relation Niort - Royan (ou Saintes).

### Intermodalité
Le stationnement des véhicules est possible sur la cour de la gare près de l'ancien bâtiment voyageurs.

Installations de la halte
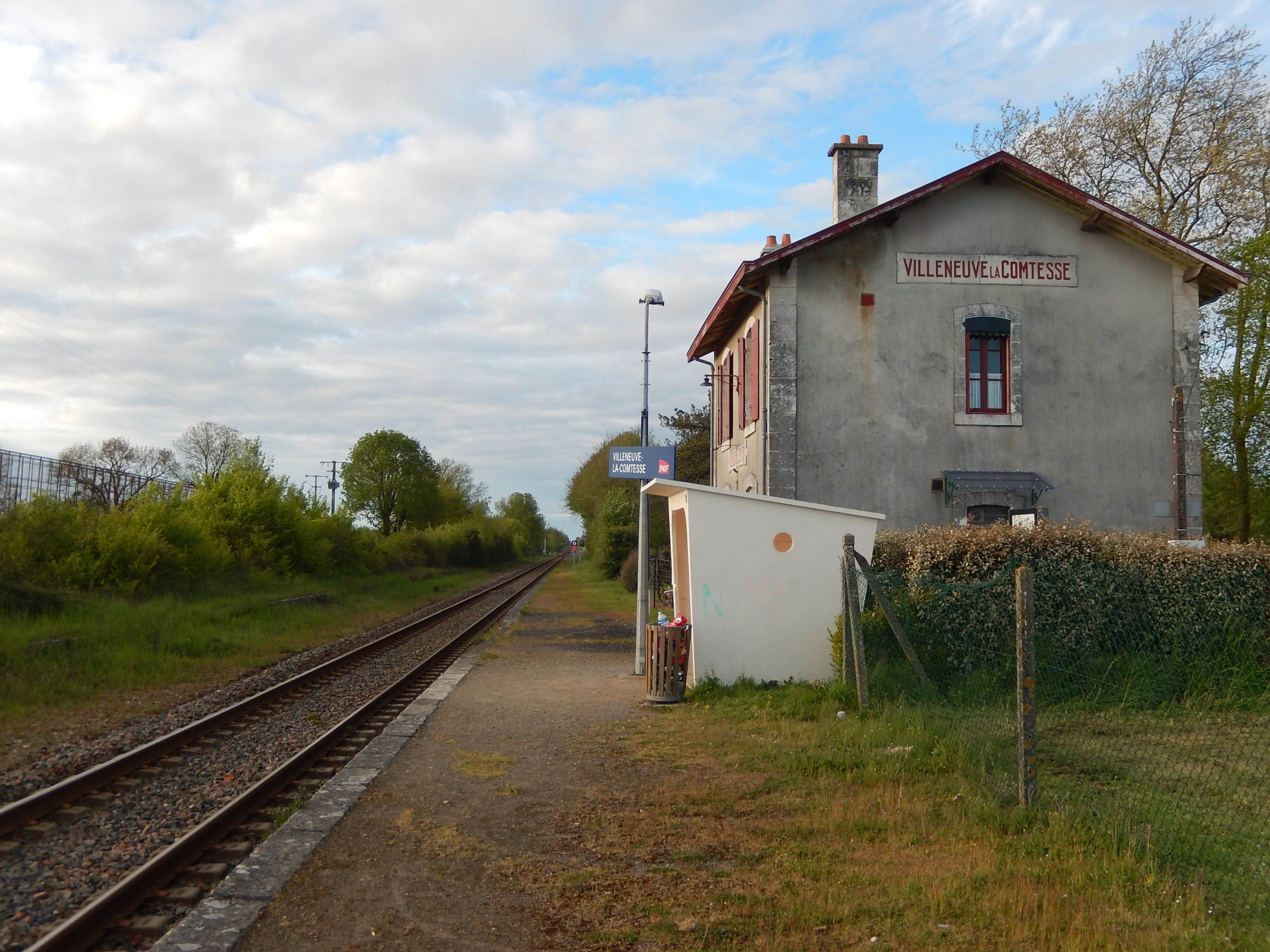
Direction de Niort.
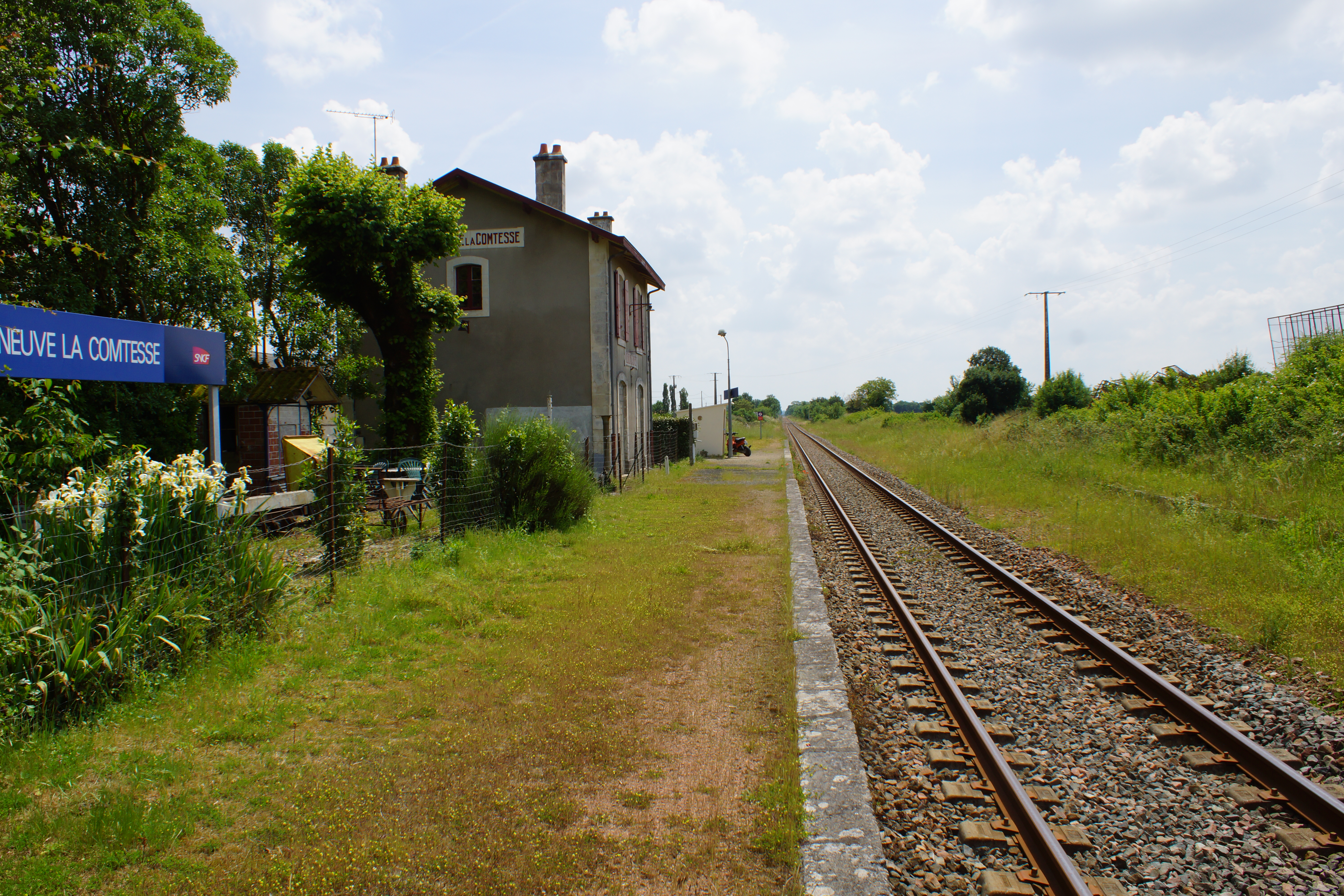
Direction de Saintes.

## Patrimoine ferroviaire
La gare a conservé son ancien bâtiment voyageurs et des traces d'autres édifices comme la base de l'ancien château d'eau. Par ailleurs il reste des éléments d'un réseau en voie de 60 créé  par un chef de gare dans les années 1950.

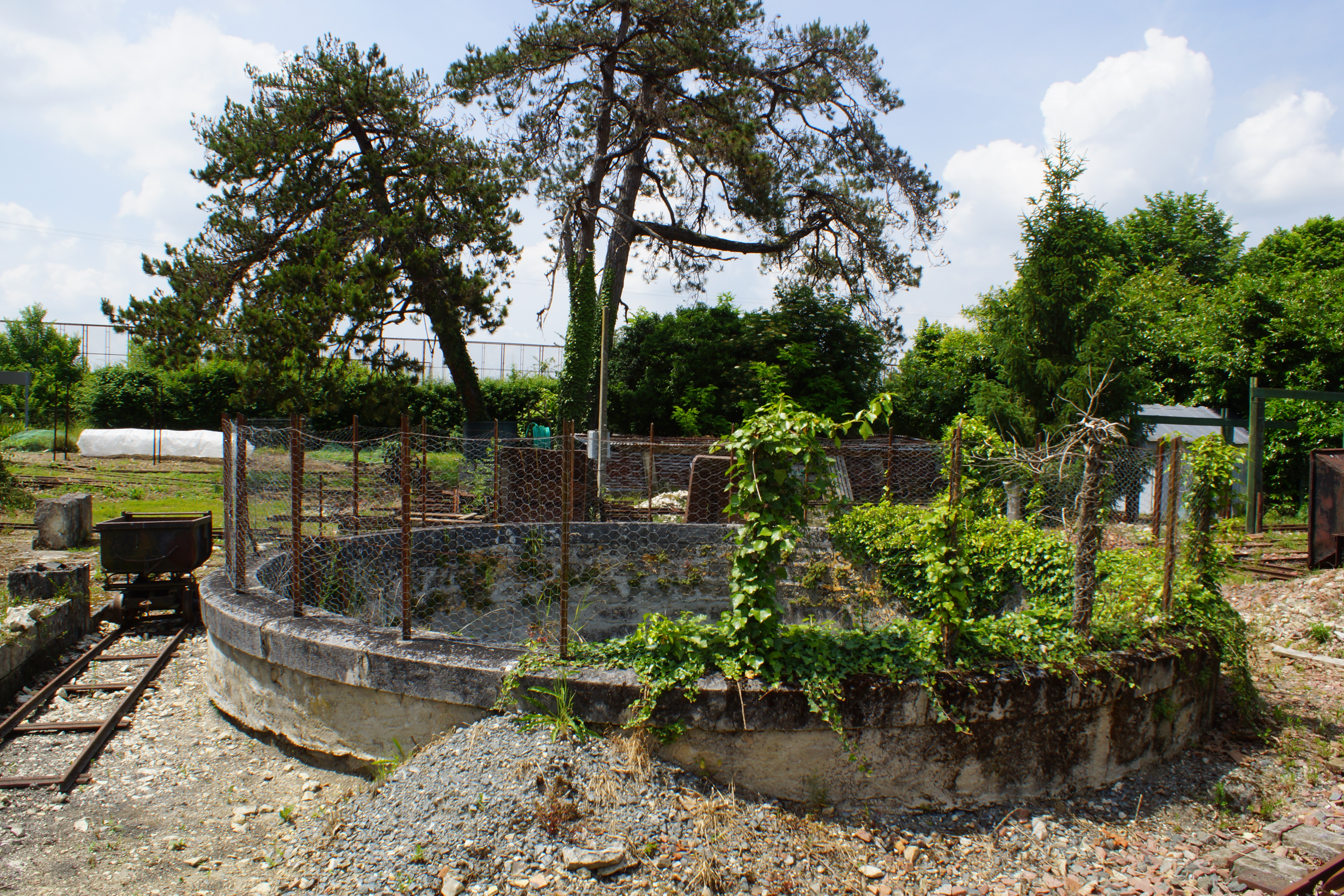
Base château d'eau.
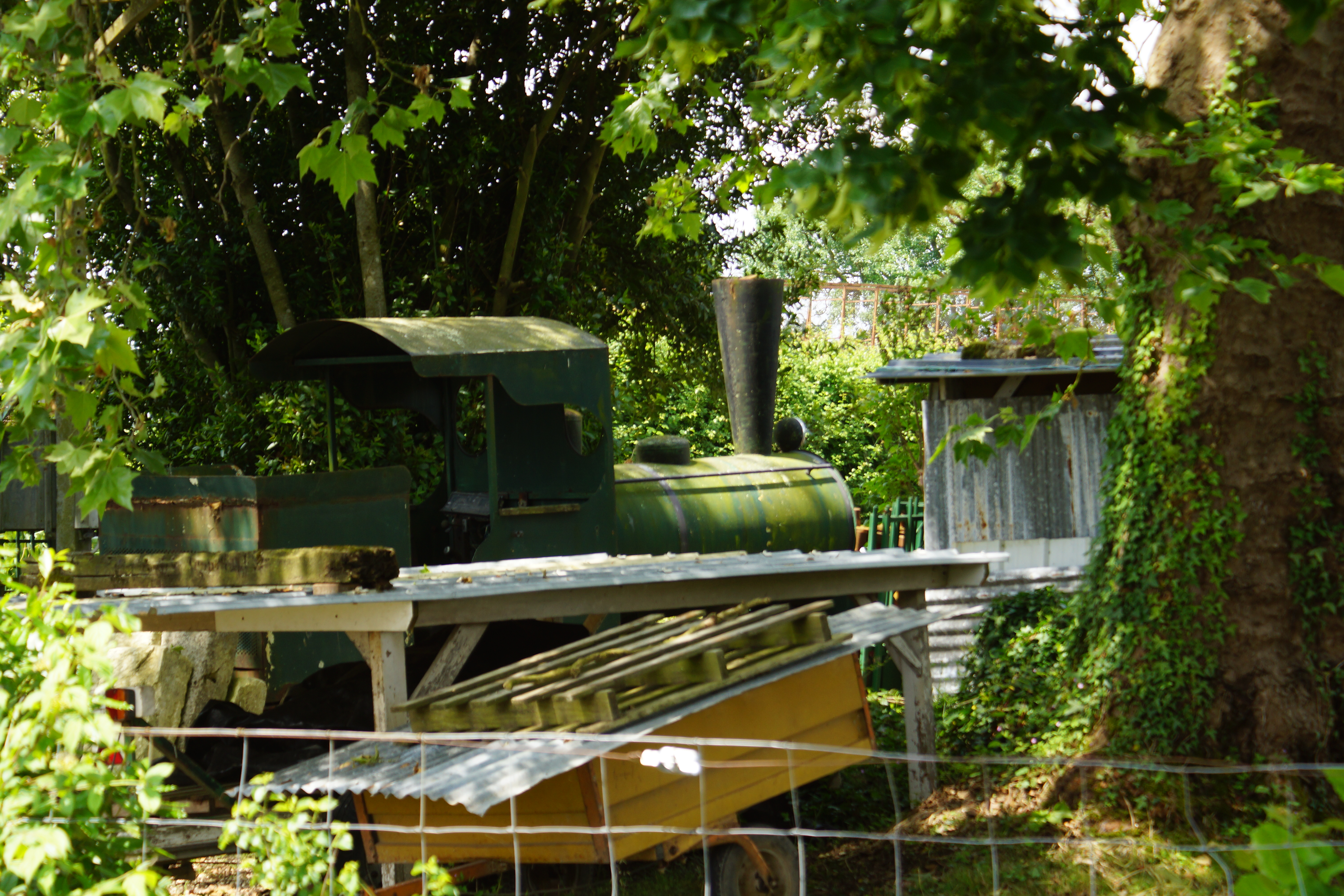
Locomotive voie de 60.
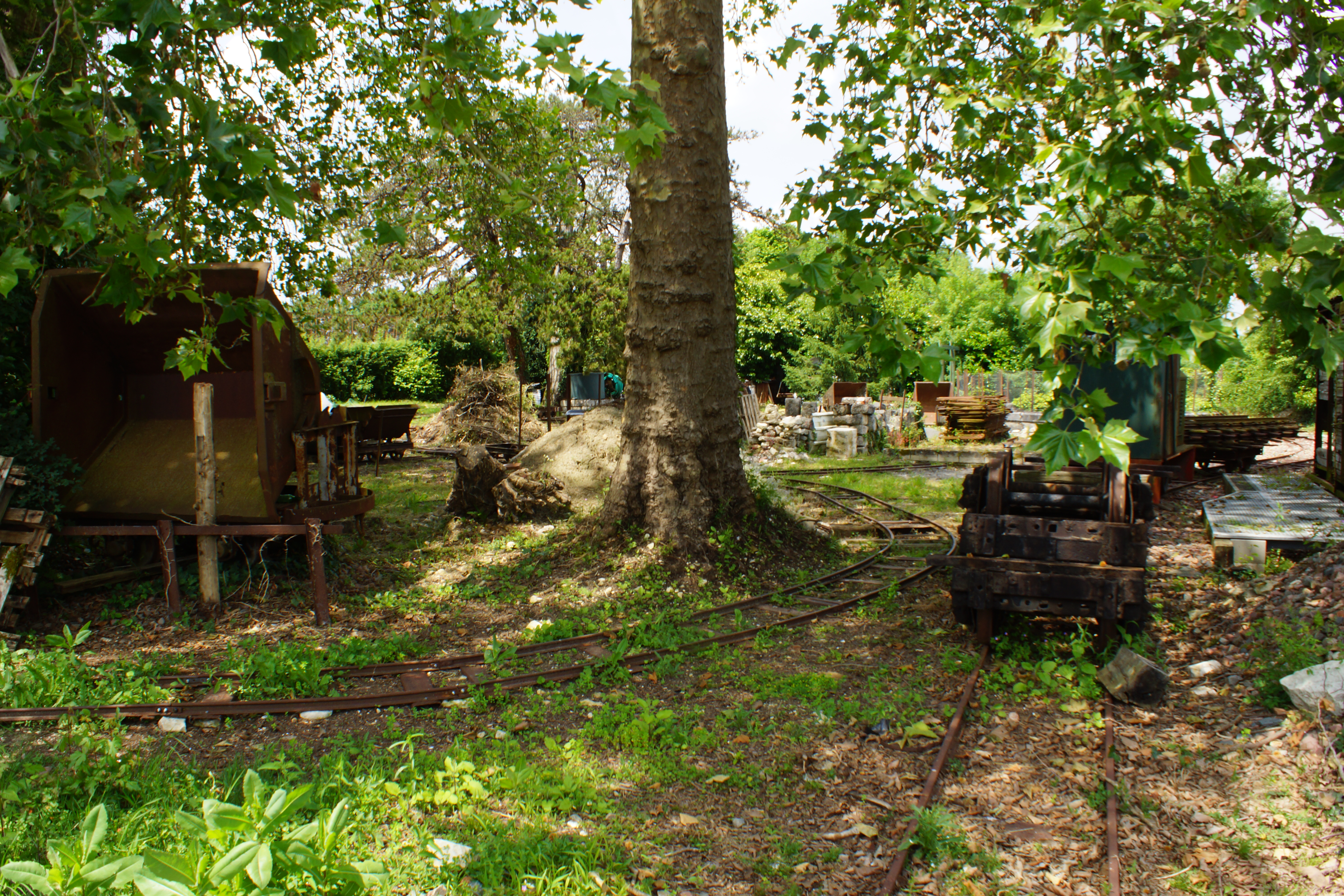
Voie de 60.